# ジャン・ジグー
ジャン・ジグー（Jean-François Gigoux、1806年1月8日 - 1894年12月12日）は、フランスの画家、イラストレーターである。

## 略歴
ブザンソンで生まれた。ブザンソンの美術学校で学んだ後、1828年からパリのエコール・デ・ボザールで学んだ。テオドール・ジェリコーやジャン＝バティスト・カミーユ・コローの弟子となり、彼らから援助を受けてイタリアで修行した。
初め、版画やイラストレーターとして画家のキャリアを始めた。1833年に創刊された定期刊行誌「ル・マガザン・ピトレスク」に多くの作品を発表した。1835年にアラン＝ルネ・ルサージュの小説『ジル・ブラース物語』(Histoire de Gil Blas de Santillane)の挿絵を描き評判になった。その後歴史画や肖像画も描くようになった。
1850年にオノレ・ド・バルザックが亡くなった後、未亡人となったポーランドの貴族の女性、エヴェリーナ・ハンスカと30年間にわたって一緒に暮らした。
レジオンドヌール勲章（シュヴァリエ）を1842年に受勲し、1880年に、レジオンドヌール勲章（オフィシエ）を受勲した。
1885年に自伝、『私の時代の芸術家についての談話』("Causeries sur les artistes de mon temps")を出版した。

ジャン・ジグーが教えた弟子には、フランソワ＝ルイ・フランセ (1814-1897)、エクトール・アノトー (1823-1890)がいる。

## 作品

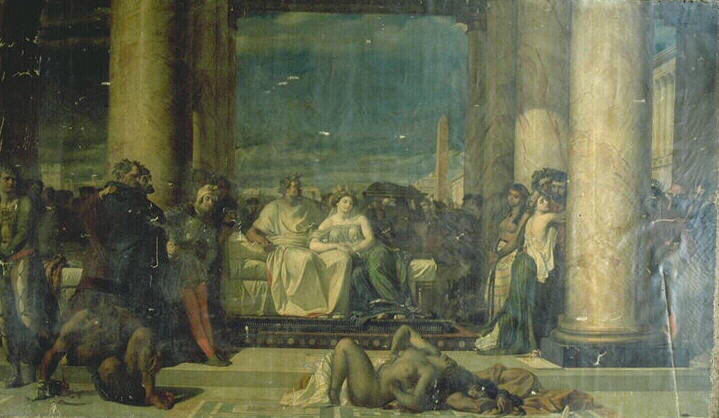
「アクティウムの戦いの後のアントニウスとクレオパトラ」
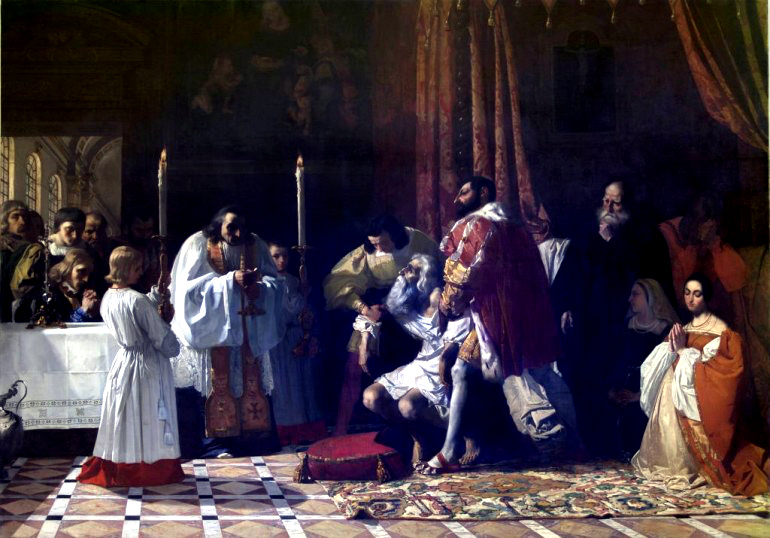
「レオナルド・ダ・ヴィンチの最後」(1835)
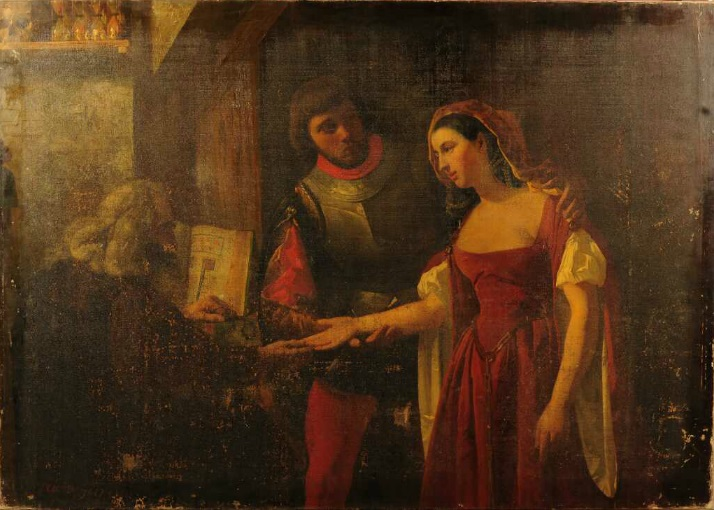
「星占い」(1834)

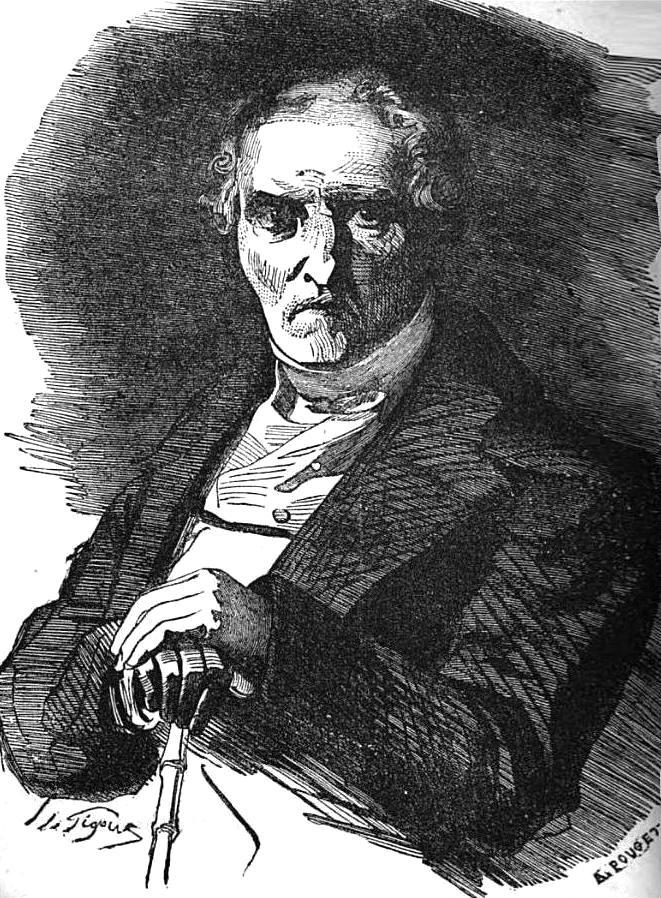
シャルル・フーリエ (版画:1846)
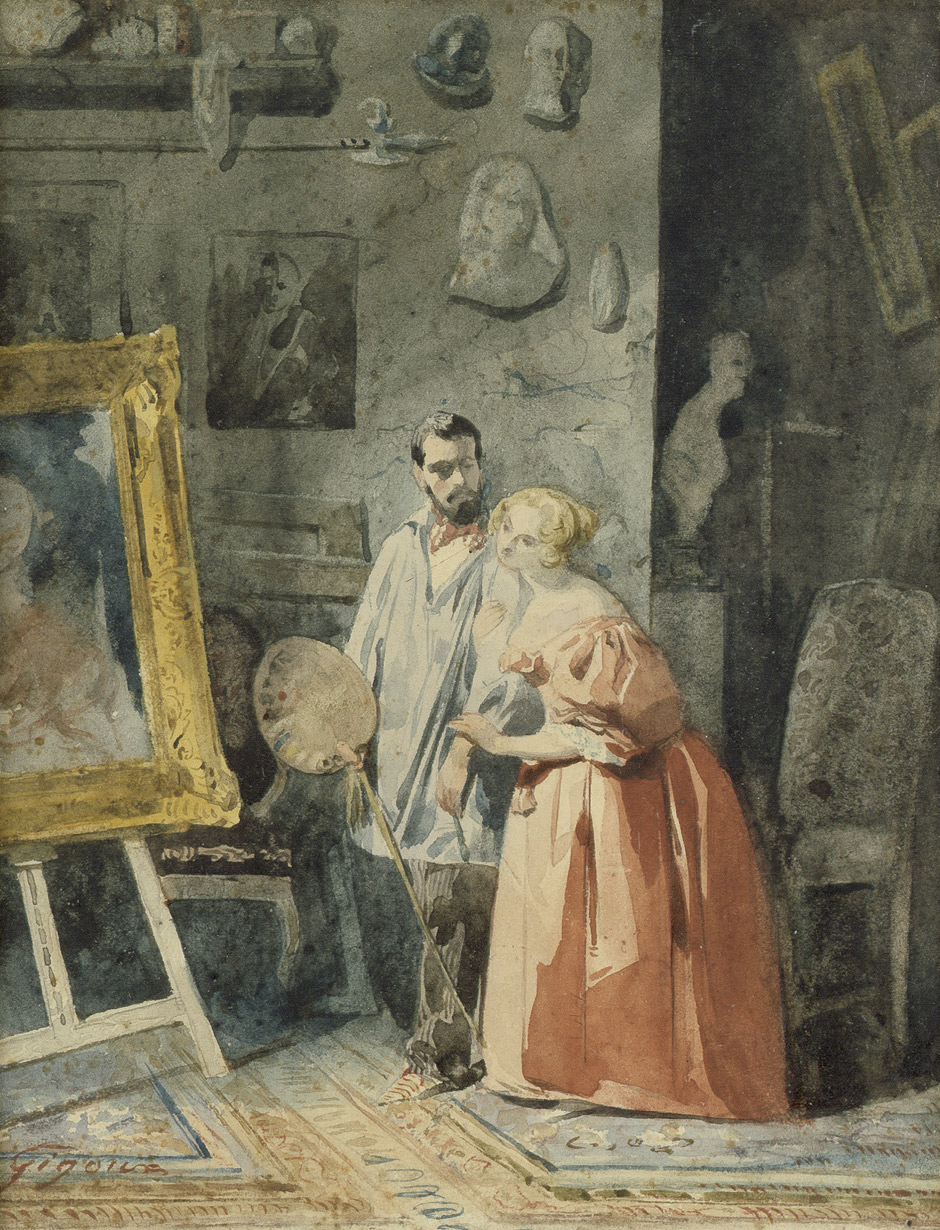
(c.1845)
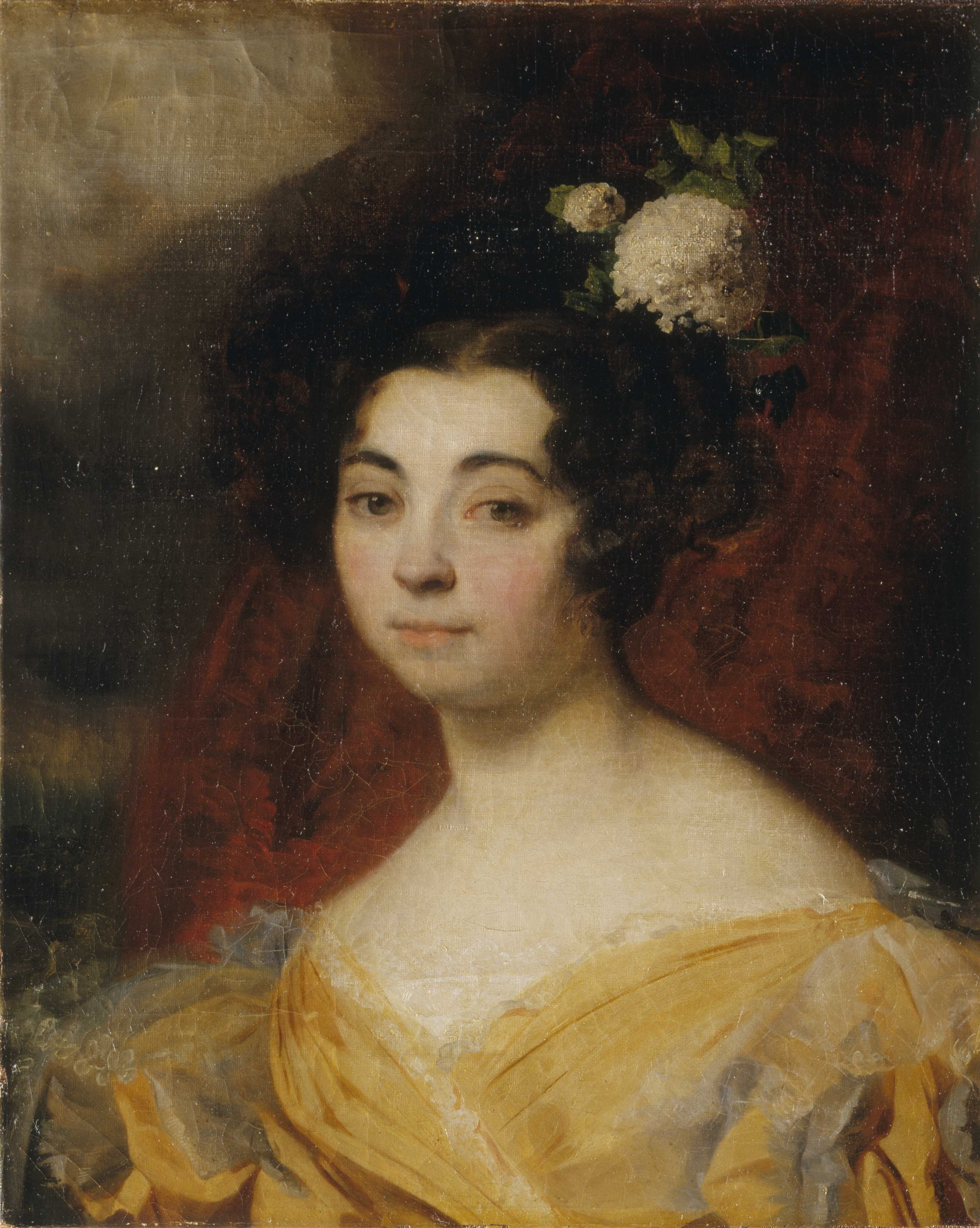
マリー・ノディエ
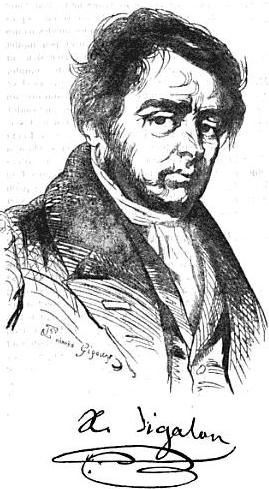
グザヴィエ・シガロン　画家